# 기독교자유당
기독자유당(영어: Christian Liberty Party)은 원래는 미국유산당으로 알려진 미국의 고보수주의 군소 정당이다. 기독자유당은 헌법당(CP: 당시에는 납세자당으로 알려져 있었다)의 주 지구당으로 출발했다. 기독자유당은 중앙당에서 탈퇴하여 전국 정당으로 조직을 개편하고 '기독자유당'이라는 이름을 채택했다.

## 같이 보기
- 기독교 재건주의
- 도덕주의